# Fulvio Astalli
Fulvio Astalli (29 de julho de 1655 - 14 de janeiro de 1721) foi um cardeal italiano, decano do Colégio dos Cardeais.

## Biografia
Foi clérigo da Câmara Apostólica e presidente dos arquivos, sob o pontificado do Papa Clemente X. Presidente delle Armi, sob o pontificado do Papa Inocêncio XI.
Criado cardeal-diácono no consistório realizado em 2 de setembro de 1686, pelo Papa Inocêncio XI, com dispensa por não ter ainda recebido as ordens menores e por ter um tio cardeal, Francesco Maidalchini. Recebeu o barrete cardinalício e o título de São Jorge em Velabro em 30 de setembro. Passa para o título de Santa Maria em Cosmedin em 17 de maio de 1688. Em 19 de outubro de 1689, passa para Santos Cosme e Damião.
Passa para a ordem dos cardeais-presbíteros e assume o título de Santos Ciríaco e Julita em 19 de fevereiro de 1710, transferindo-se para o título de São Pedro Acorrentado em 7 de maio.
Passa para a ordem dos cardeais-bispos e assume a sé suburbicária de Sabina em 16 de abril de 1714, sendo consagrado em 13 de maio pelo Papa Clemente XI, assistido por Ferdinando d'Adda e por Francesco Barberini, o menor. Em 23 de abril de 1719, assume a suburbicária de Ostia–Velletri, sé do decano do Sacro Colégio dos Cardeais.
Morreu em 14 de janeiro de 1721, em Roma. Foi velado e sepuntado na Igreja de Santa Maria in Ara Coeli.

## Conclaves
- Conclave de 1689 - participou da eleição do Papa Alexandre VIII
- Conclave de 1691 - participou da eleição do Papa Inocêncio XII
- Conclave de 1700 - participou da eleição do Papa Clemente XI